# Qinghai Salt Lake Potash Company Limited
Die Qinghai Salt Lake Potash Company Limited ist eine börsennotierte chinesische Aktiengesellschaft, die die größte Produktionsstätte für Kaliumkarbonat (Pottasche) in China betreibt.
Das Unternehmen wurde 1997 gegründet und ist an der Börse in Shenzhen (SZSE:000792) notiert. In Golmud in der Provinz Qinghai ist die Gesellschaft Eigentümer eines 120 km² großen Salzsees, der die Basis für die Produktion von Kaliumchlorid (Kalidünger) bildet. Das Produkt wird unter Marke Yanqiao verkauft.